# Eutzen
Eutzen – dzielnica miasta Wittingen, powiat Gifhorn w landzie Dolna Saksonia w Niemczech.
Nazwa miejscowości zapisana w 1234 roku jako Oyesim oraz Wenetthorp, 1384 Oyttzem; nazwa pochodzenia słowiańskiego imienia Jazdimirŭ, stąd prawdopodobnie pierwotną nazwą była nazwa odimienna Ojezdim lub Ujezdim.